# Super 4
 (mars 2020).
Si vous disposez d'ouvrages ou d'articles de référence ou si vous connaissez des sites web de qualité traitant du thème abordé ici, merci de compléter l'article en donnant les références utiles à sa vérifiabilité et en les liant à la section « Notes et références ».
Super 4 est une série télévisée française d'animation diffusée depuis 2014 sur France 3, dans l'émission Ludo. Elle est réalisée par Cyril Adam et Arnaud Bouron, sur un scénario de Dominique Latil. Elle se présente comme "une série d’action-comédie à l’intention des petits et des grands enfants". On peut souligner le jeu de mots sur le nom de la série pouvant être à la fois entendu comme "super fort" et le 4 (quatre en anglais) faisant également références aux quatre héros. "Super fort" est d'ailleurs la manière de prononcer utilisée pour toutes les communications et dans le générique
Le titre fait également référence à Super 8 de J. J. Abrams, sorti 3 ans plus tôt.
La distribution en DVD est assurée par Universal Pictures.

## Synopsis
Créée à partir de l'univers Playmobil, la série nous fait découvrir un monde partagé en cinq îles. Chacune représente un univers différent très spécifique. On retrouve donc une île futuriste: Technopolis, une île moyenâgeuse: Médiévalia, une île féérique: L’île Enchantée, et un infâme repaire de pirates: L’île de la Poudrière. La cinquième île surnommée "Le monde Perdu", est peuplée d’étranges créatures ainsi que de dinosaures.
Les héros, chacun issu d'une des îles, forment l'équipe Super 4. Ils parcourent le monde dans un extraordinaire véhicule, le Caméléon, qui peut prendre de nombreuses formes afin de s'adapter à chacun des univers et ainsi passer inaperçu. Chaque épisode constitue un défi particulier pour la petite équipe qui s'efforce d'aider ceux qui en ont besoin tout en tenant les méchants à bonne distance.
Dans la saison 2 il y a des ennemis en commun nommés les sykloniens des aliens verts avec leur empereur.

## Personnages principaux

### Alex
Alexandre, dit Alex, est le prince héritier du royaume de Médiévalia. Son père le roi comprend la passion d'Alex pour l'aventure, le lassant voyager à travers les autres îles. Il a tout appris grâce à Sir Gareth. C'est un chevalier qui aime se comporter en héros. Désireux d'aider, curieux, ouvert, il préfère l'aventure à la vie de château, et même s'il commet parfois quelques bêtises, il s'emploie toujours à les réparer. Courageux, le prince Alex ne refuse jamais un combat. Alex possède toutefois un grand défaut : il se vante souvent ce qui énerve surtout Ruby et Sir Gareth. Il emploie des termes moyenâgeux pour désigner ce qu'il ne comprend pas, mais son phrasé est résolument moderne. Son grand ennemi est le Baron Noir, qui cherche à s'emparer de Médiévalia. Alex est en quelque sorte le meneur de l'équipe car il est toujours félicité par l'ensemble du groupe et il est aussi souvent mit à l'avant.

### Étincelle
Etincelle est une fée royale possédant de nombreux pouvoirs. Malheureusement, bon nombre de ses sorts échouent voire se retournent contre elle-même. Car la magie n'est pas chose facile, surtout qu’Etincelle n’était encore qu’élève à l'école des fées quand elle s’est fait bannir de la cour, pour avoir transformé par mégarde la reine des fées en grenouille. Depuis lors, cette dernière la déteste. Malgré cela, Etincelle est volontaire et toujours de bonne humeur, bien qu'un peu naïve et surtout incroyablement émotive. Elle peut comprendre n'importe quelle créature que ce soit troll, farfadet, mysterios...etc. Elle adore chanter au grand malheur des oreilles de ses amis! Au fur et à mesure Étincelle se montrera un peu plus mûre et dégourdie. On peut aussi remarquer dans certains épisodes qu'elle est attirée par le chevalier et quant à celui-ci, il se met en quatre lorsqu'elle pleure ou est triste pour la consoler. Malgré des airs fragiles on peut néanmoins constater qu'elle est de loin la plus dangereuse de l'équipe et qu'elle entretient une relation étrange avec Alien étant la seule à comprendre tout ce qu'il dit.

### Ruby
Ruby est fière d'être une pirate. Pourtant, elle a été rejetée par les siens à cause du fait qu'elle soit une fille. Son grand ennemi est Barbe de Requin, le chef des pirates et de l'île, mais elle conserve l'espoir d'être un jour acceptée par sa bande. En pirate qui se respecte, elle possède un vocabulaire garni de jurons de toutes sortes, évoquant tour à tour toutes les créatures qu'un marin peut croiser. Elle est également attirée par l'or et tout ce qui se rapporte de près ou de loin à un trésor ce qui énerve souvent ses amis. Impulsive et possédant un caractère bien à elle, elle fonce toujours face au danger. Elle fut trouvée par Rubens alors qu'elle n'était qu'un bébé, pirate qui pris sa retraite pour l'élevée.

### Gene
L'agent Gene [Agent N°. 120452] est un scientifique de Technopolis. Il a libéré cette ville sous serre de la croyance instaurée par les robots selon laquelle la vie était impossible à l'extérieur. Il est donc parti en exploration avec le Caméléon, qui est devenu le moyen de transport des Super 4. Étant un génie en informatique, il aide ses amis grâce à ses inventions, notamment son holopad, gadget qui le suit partout et dont il se sert pour analyser son environnement. Gene est en effet assez sceptique à propos de la magie, et ne cesse de chercher des explications logiques et rationnelles à tout ce qu'il voit. Peu bavard et impassible, Gene ne se laisse pas facilement impressionner. Son grand ennemi est le Docteur X, après que Gene a été nommé scientifique de l’année grâce à la découverte d'air pur en dehors de la cité futuriste. Il est toujours sûr de lui, ayant très rarement tort.

### Alien
Alien est une créature qui fait partie de la tribu des Mistérios. C'est une petite créature venant de la cinquième île. Il parle une langue inconnue, mais communique avec l'équipe en envoyant des images mentales(compris généralement que par Alex) dans leur esprit ou en faisant des signes(souvent compris que par Etincelle) c'est donc souvent Alex et Etincelle qui le comprennent le mieux. Issu de leur première mission, les héros le considèrent comme un membre du groupe. Affectueux et hyperactif, ce petit frugivore sait se faire apprécier. 

### Jenny
Jenny est une infirmière qui aide quelqu'un qui est blessé ou malade. C'est la petite sœur de Ruby. Car sa trousse de secours n'est pas difficile, surtout que Jenny est gentille comme une infirmière et travaille à l'hôpital. Elle a un crush sur Alex.

## Antagonistes

### Docteur X
Il s'agit d'un personnage de Technopolis. Grand scientifique, voire "Savant Fou" de Technopolis, il est arrogant et toujours fier de ses inventions. Bien qu'il soit généralement considéré comme le pire ennemi de Gene, il est rarement en conflit avec ce dernier et ses amis tant qu'ils ne contestent pas son génie scientifique.

### Baron Noir
Il s'agit d'un personnage de Médiévalia. Il possède une sorte de donjon fortifié dans une contrée isolée de Médiévalia, et dispose d'une petite armée à son service, dont un gigantesque colosse recouvert d'une armure noire. Il veut absolument accéder au trône et être roi de Médiévalia. Cependant, le roi Kenric ne considère pas le Baron Noir comme un ennemi, mais Alex sait qu'il ne veut pas le bien du royaume et donc il garde toujours un œil sur le baron et il est un ennemi de ce dernier et sans oublier il a voulu séduire Éléonore. Il est le principal ennemi d'Alex.

### Barbe de Requin
Il s'agit du chef des pirates. Il est le grand capitaine de l’île de la Poudrière et déteste Ruby à cause du fait qu'elle soit une fille et responsable de la retraite d'un de ces meilleurs hommes, ce dernier l'ayant recueilli alors qu'elle n'était qu'un bébé. De plus il est l'ennemi juré de celle-ci.

### La sorcière Baba Cara
Elle fait partie du monde féérique. C'est une puissante sorcière adepte de la magie noire. Elle est en perpétuel conflit avec les fées, et nourrit l'espoir de devenir la souveraine incontestée de L'île enchanté et de devenir la plus puissante des sorcières. On notera sa ressemblance avec Maléfique. Elle est toujours en conflit avec Étincelle qu'elle déteste.

### Fourchesac
Enchanteur diabolique de Médiévalia. Il est souvent associé au Baron Noir et il est ennemi d'Alex.

### Les Furios
Des ennemis des aliens du monde perdu. Ils sont parfois en conflit avec la tribu aliens.

### Les extraterrestres
Ces aliens verts cherchent à conquérir les 5 mondes dans la saison 2 par ordre de leur chef l'empereur et ce sont des ennemis en commun.

## Personnages secondaires

### Roi Kenric de Médiévalia
Le sage souverain de Médiévalia. Il est aussi le père d'Alex et de Eleonore.

### Sir Gareth Garde Royal
L'un des gardes personnel du roi Kenric de Mediévalia. Il est assez méfiant vis-à-vis d'Alex et ses amis, car ils pensent que leurs présences soit la cause de tous les problèmes de Mediévalia.

### Sir Ulf Garde Royal
L'un des gardes personnel du roi Kenric de Médiévalia.

### Princesse Leonore
Sœur d'Alex, fille de roi Kenric de Médiévalia donc princesse du royaume. Leonore est jalouse du succès d'Alex et rêve de partager ses aventures avec lui et ses amis. Mais la vie d'aventure n'est pas faite pour elle car il y a des risques de se salir. Du coup elle fait tout pour ridiculiser et de lui mettre des bâtons dans les roues.

### La reine des fées
La reine du monde féérique. Elle déteste Etincelle, qui l'a jadis transformée en grenouille par accident.

### La grande fée
Une vieille fée dotée d'une grande sagesse et capable de lire l'avenir. Elle est l'une des seules fées qui soutient Etincelle.

### Fée Lorella
Elle fait partie du monde féérique et est souvent en conflit avec Etincelle.

### Lenny
Un androïde de Technopolis, ancien compagnon de Gene dans Les Origines.

### Rock Brock
Il est un explorateur et aventurier vantard et pas très malin dans la saison 2.

## Les mondes

### Médiévalia
Un monde médiéval peuplé de chevaliers, de soldats, de princesses et même de dragons. Il est gouverné par le roi Kenric dont le trône est régulièrement contesté par le Baron Noir. Toutes les technologies provenant de Technopolis sont considérées comme diableries. Ce monde est connecté à l'Île Enchantée par un pont. C'est le 3e monde qui est envahi par des martiens.

### Technopolis
Un monde qui se trouve être un dôme aux allures modernes voire futuristes, peuplé de citoyens aux allures contemporaines, de scientifiques, et de nombreux robots qui se retournent régulièrement contre les êtres vivants. Il était autrefois dirigé par une intelligence artificielle qui se retourne contre les êtres vivants (Les Origines), et désormais par le docteur X qui gouverne ce monde. C'est le 4e monde envahi par des martiens.

### L'île enchantée
Un monde féerique où vivent des fées, ainsi que des créatures légendaires comme des trolls, des lutins malicieux ou des licornes. Ce monde est recouvert d'une mystérieuse forêt enchantée, et au centre de la forêt se dresse le palais végétal où vivent les fées. Il est gouverné par la reine des fées, qui tout comme ses sujets, est régulièrement en conflit avec la sorcière Baba Cara. La technologie de Technopolis y est considérée comme de la magie.
Note : dans la deuxième saison, c'est le second monde envahi par les martiens.

### L'île de la Poudrière
Un monde peuplé de pirates dont l'activité principale, en dehors de s'amuser à la taverne, est de piller les richesses et tout objet de valeur dans les autres mondes. Une montagne aux flancs pentus, surmontée d'un plateau qui semble inaccessible, domine l'île. Au pied du volcan se trouve la baie du Boulet de Canon, le village des pirates, une colonie louche truffée de canons. Il est gouverné et dirigé d'une main de fer par le capitaine Barbe de Requin.
Note : dans la saison 2, les martiens ont tenté d'envahir cette île.

### Le Monde Perdu
Un monde isolé peuplé d'une tribu d'aliens: les misterios (la tribu dont est issu Alien ; l'un d'eux est le chef qui gouverne), de dinosaures, de singes et de furios les "méchants" du monde perdu qui dominent ce monde. C'est la 5e monde envahi par des martiens.

## Distribution
- Damien Ferrette : Alex
- Anouck Hautbois : Étincelle
- Laëtitia Lefebvre : Ruby
- Franck Lorrain : Gene
- Sébastien Desjours : Baron Noir
- Bernard Métraux : Barbe de Requin
- Vincent Violette : Docteur X
- Delphine Braillon : Jenny